# Schmiedeknechtia oraniensis
Schmiedeknechtia oraniensis är en biart som beskrevs av Heinrich Friese 1896. Schmiedeknechtia oraniensis ingår i släktet Schmiedeknechtia och familjen långtungebin. Inga underarter finns listade i Catalogue of Life.